# Gradac (FFH-Gebiet)
Das Fauna-Flora-Habitat-Gebiet Gradac liegt in der Region Bela krajina im Südosten Sloweniens. Das etwa 15 km² große Schutzgebiet umfasst einen Komplex von illyrischem Eichen-Hainbuchenwald sowie die Krupa und ihre Karstquelle beim gleichnamigen Dorf. Die Quelle ist die Karstquelle mit der stärksten Schüttung in der Region Bela krajina. In den Karsthöhlen des Gebiets lebt eine Population des Grottenolms. Zudem liegt in diesem Gebiet das einzige bekannte Vorkommen der Muschel Congeria kusceri in Slowenien.
Aufgrund einer ehemaligen Mülldeponie nahe der Quelle ist die Krupa mit PCB belastet.
Das FFH-Gebiet Gradac grenzt im Südosten unmittelbar an das FFH-Gebiet Lahinja an.

## Schutzzweck

### Lebensraumtypen
Folgende Lebensraumtypen nach Anhang I der FFH-Richtlinie sind für das Gebiet gemeldet:
| EU Code | * | Lebensraumtyp (offizielle Bezeichnung)                    | Fläche |
| ------- | - | --------------------------------------------------------- | ------ |
| 8310    |   | Nicht touristisch erschlossene Höhlen                     |        |
| 91L0    |   | Illyrische Eichen-Hainbuchenwälder (Erythronio-Carpinion) | 673    |

### Arteninventar
Folgende Arten von gemeinschaftlichem Interesse kommen im Gebiet vor:
| Bild             | EU Code | * | Art              | wissenschaftlicher Name     | Artengruppe           |
| ---------------- | ------- | - | ---------------- | --------------------------- | --------------------- |
| Spanische Flagge | 1078    | * | Spanische Flagge | Callimorpha quadripunctaria | Schmetterlinge        |
|                  | 1098    |   | Neunaugen        | Eudontomyzon spp.           | Fische und Rundmäuler |
| Grottenolm       | 1186    | * | Grottenolm       | Proteus anguinus            | Amphibien             |
|                  | 4065    |   |                  | Congeria kusceri            | Muscheln              |